# Great Dane 28
Great Dane 28 er en kølbåd, der i 1964 blev tegnet af Aage Utzon. Den har en lang køl og er meget stabil ved havsejlads.
Det sidste eksemplar blev bygget omkring 1989 af Sandersen Plastic Boats i København. I alt er ca. 300 både blevet produceret, hvilket har medført verdensomspændende berømthed.

## Aptering
I en Great Dane 28 findes 4-5 køjepladser. Rufhøjden er ca. 1,85 m.

## Links
- http://gd28.wikidot.com/

| Vandsport/vandtransport | Spire Denne vandsports- eller vandtransportsartikel er en spire som bør udbygges. Du er velkommen til at hjælpe Wikipedia ved at udvide den. |

|  | Infoboks uden skabelon Denne artikel har en infoboks dannet af en tabel eller tilsvarende. |